# Anulino (senador)
Anulino (em latim: Anullinus) foi oficial romano do século III, ativo no reinado do imperador Diocleciano (r. 284–305). Era um senador que alegadamente era um liberto de Diocleciano.